# Tomás Mejías
Tomás Mejías Osorio, cunoscut doar ca Tomás (n. 30 ianuarie 1989, Madrid, Spania), este un portar care evoluează pentru clubul turc Ankaraspor.